# 山田舞
山田 舞（やまだ まい、7月3日 - ）は、元宮崎放送 (MRT) のアナウンサー。

## 来歴
香川県高松市出身。香川県立高松西高等学校、順天堂大学スポーツ健康科学部スポーツマネージメント学科卒業。大学在学時には東京アナウンスセミナーとテレビ朝日アスクにも通っていた。
大学を卒業後、2002年4月に宮崎放送に入社。
その後、結婚を理由に2007年3月31日付で宮崎放送を退社した。

## 担当番組

### テレビ番組
- 生スタ955[1]
- 土曜ゴジヤジ[1]
- MRTイブニング・ニュース - 水曜・木曜・金曜担当[6]

### ラジオ番組
- ドキドキ☆マイモギ学園[7]
- 辰っちゃんの昭和歌謡史[1] → 山田舞の昭和歌謡史[3]
- おはよう今日の花ごよみ[1]
- TEENS' MUSIC WAVE[1]
- 季節のおたより[3]
- 日向かぼちゃでこんにちは - 月曜担当（不定期出演）[6]
- 夕刊ラジオ ナイスキャッチ！ - 火曜担当[要出典]
- ツナさんカイさんの昭和の風[要出典]